# ABA Games
ABA Games（アバ ゲームズ）は、長 健太（ちょう けんた、別名義：ABA）が運営しているサイト名、又は彼が作った、フリーゲームである（主に）シューティングゲーム群の総称。

## 概要
制作されたシューティングゲームは、主に縦スクロールのものが多く、線と面で構成された抽象的（アブストラクト）なデザインやストレートなゲームミュージック、各ゲームに備えられたシステムが印象的で、日本国内外のシューティングゲームクリエイターからもよく知られている。
長健太は、年を経るごとにさまざまなプログラミング言語を使いゲーム制作を行ってきた。その幅はPC-6001からXNA、C言語関係・D言語・SDL、その他マイナーなハード及び言語にも着手している。ゲーム制作以外にも、変わった用途のアプリケーションを作ったり、BulletMLというシューティングゲームにおける弾幕を作成する言語を開発している。彼は、古典的なゲームの原点としての「ランダムさ」（敵の配置など）を重視しており、彼が作るゲームもそれに則っているものが多い。
公開されているゲームは、ほとんどがオープンソースであり、改造して配布することができる。このことから、彼のウェブサイト上で公開されているWindows版のほか、有志によってmacOSやLinuxへの移植が行われている。更に2007年6月、Majesco Entertainmentによって、TUMIKI FightersがWii向けに移植されることが発表され、2008年に欧州圏で販売された。
前述の通り、インディーズゲーム系の開発者でよく名を知られており、2006年末では、海外のテレビ番組でのシューティングゲーム特集にて、記者のインタビューを受けている
。Everyday Shooterには、長健太への謝辞が書かれている。また、東京ゲームショウ2009のセンス・オブ・ワンダー ナイト 2009（SOWN 2009)の選考委員を務めた。

## 主なゲームリスト
- A7Xpg
- Gunroar
- まさしくんハイ!
- Mazer Mayhem
- Mu-cade
- Noiz2sa
- PARSEC47
- rRootage
- Titanion
- Torus Trooper
- TUMIKI Fighters
- Val & Rick
- Wok

## 参照
1. ↑  Majesco Entertainment Announces 'Blast Works' for the Wii Console
2. ↑  ABAの日誌 - Blast Works
3. ↑  日本のインディーシーンを引っ張る『Blast Works』長健太氏海外インタビュー
4. ↑  東京ゲームショウ センス・オブ・ワンダー ナイト 2009